# ボレスワフ1世ヴィソキ

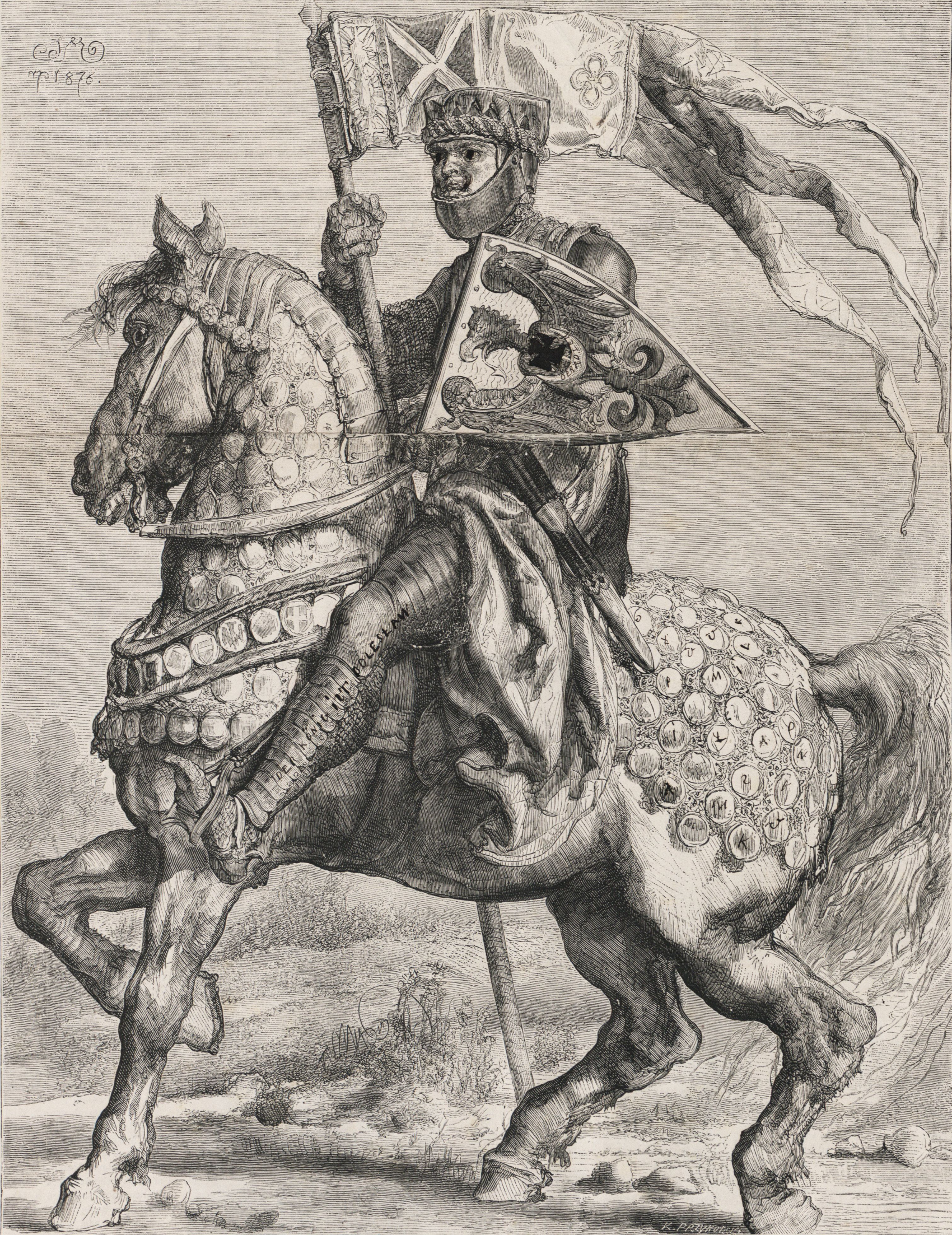
ヤン・マテイコによるボレスワフ1世ヴィソキ

ボレスワフ1世ヴィソキ（波:Bolesław I Wysoki、独:Boleslaus der Lange, 1127年 - 1201年12月7日/12月8日）は、ヴロツワフ公（在位：1163年 - 1201年）。ヴワディスワフ2世（亡命公）の長男、母はオーストリア辺境伯レオポルト3世の娘で、ローマ王コンラート3世の異父妹であるアグネス。ミェシュコ1世、コンラトの兄。ヤロスワフ、ヘンリク1世の父。神聖ローマ皇帝フリードリヒ1世は母方の従兄に当たる。

## 生涯

### 若年期
ボレスワフはプウォツクにあった同名の祖父ボレスワフ3世クシヴォウスティの宮殿で幼年期を過ごした。祖父の死後、1138年になって初めてポーランドの首位の公であり、君主であった父ヴワディスワフ2世が治める長子領の首都となったクラクフへ両親と共に移り住んだ。
ヴワディスワフ2世の治世は短く、波乱に富んでいた。自分の統治地域から彼の異母弟達を排除しようとした時、衝突が起こった。年代記作家Wincenty Kadłubekによると、兄弟間の対立はヴワディスワフ2世の妻アグネスによって扇動された。彼女は夫が長男として全国の唯一の統治者である権利があると信じていた。一方、ボレスワフ3世の未亡人であり、ヴワディスワフ2世の継母であったサロメ・フォン・ベルク＝シェルリンゲンは他国の統治者と同盟を結び、自分の息子達の支配を確立するために全ての機会を利用し、年少の公達がヴワディスワフ2世の息子、ボレスワフとミェシュコに道を譲る立場になることを恐れていた。
サロメはヴワディスワフ2世に知らせずに、ウェンチツァの土地を息子達に残すことに決め、キエフ大公フセヴォロド2世の息子の1人と末娘アグネシュカを結婚させようとした。しかし、ヴワディスワフ2世はより早く大公にいくつかの政治的優位をあたえ、結果としてフセヴォロド2世の娘ズヴェニスラヴァとボレスワフとの結婚が1142年に執り行われた。

### 亡命
ポーランド・ルテニア同盟はすぐにヴワディスワフ2世と年少の公達との争いで大変重要であることが示された。最後の紛争の勃発は1144年のサロメの死後起こった。ヴワディスワフ2世の勝利は軍事的優勢のおかげで、時間の問題であろうと思われた。ヴワディスワフ2世は勝利するのに十分だと確信して、反乱の間大公フセヴォロド2世を助けるためボレスワフを派遣した。
しかし、致命的な疾患でフセヴォロド2世が死亡したことによりボレスワフのキエフへの遠征は完全な失敗に終わり、キエフは完全に混乱に陥っていた。1146年には元家臣ピョトル・ヴウォストヴィチの扇動で貴族にも反乱を起こされた父を助けるため迅速な帰還を余儀なくされた。ボレスワフが徴募した少数の兵では父に対する全面的な反乱を鎮圧するには十分でなく、年少の公達に完全に破られた。父も反乱軍に追放され、一家はプラハのボヘミア公ヴラジスラフ2世の宮廷へと亡命した。
しばしボヘミアに滞在した後、ヴワディスワフ2世とその家族はドイツへと移り住み、妻アグネスの異父兄であるローマ王コンラート3世の庇護を受け、復権に向けての助けを得た。最初、アグネスの家族関係のおかげで、亡命は数ヶ月間だけだろうと思われていたが、急で準備不足の遠征隊はオーデル川を越えることができず、ヴワディスワフ2世の以前の臣下の強い反対と、コンラート3世の長旅に起因する問題のために最終的に失敗した。コンラート3世はヴワディスワフ2世一家に一時的な居住地としてザクセンのアルテンブルクを与えたが、ヴワディスワフ2世は最終的にここで生涯を終えることになる。

### ローマ王家に臣従
アルテンブルクでの退屈な生活に飽きて、ボレスワフは保護者であったコンラート3世の宮廷に行き、ドイツの政治問題の大半に参加した。1148年にコンラート3世がコンスタンティノープルや聖地周辺を訪れている時に第2回十字軍に参加した。
コンラート3世はヴワディスワフ2世のポーランドへの帰還の保証に成功することなく、1152年に没した。彼の後継者は甥のフリードリヒ1世であり、ボレスワフは引き続きフリードリヒ1世に従った。しかし、フリードリヒ1世はヴワディスワフ2世を助けることをせず、神聖ローマ皇帝に戴冠するためにローマへの遠征を行った。ボレスワフはこの遠征に参加した。
1157年になってついに、フリードリヒ1世はポーランドへの遠征を計画した。ヴワディスワフ2世とボレスワフ達が遠征に直接参加していたかは不明である。衝突の結果、軍事的勝利とボレスワフ4世のフリードリヒ1世に対する屈辱的な降伏となっても、ヴワディスワフ2世の期待はずれな結果に終わった。ボレスワフ4世はフリードリヒ1世に臣従し、一方のフリードリヒ1世はポーランドをボレスワフ4世と年少の公達の支配を維持することに決めたためであった。2年後の1159年5月30日に、ヴワディスワフ2世はポーランドに戻れないまま亡命先のアルテンブルクで没した。

### シロンスクの遺産の回復

シロンスク・ピャスト家の王冠のない黒鷲の紋章

家族に対する皇帝の行動に失望しながらも、ボレスワフは多くの戦争に参加し、皇帝の傍に仕えた。1158年から1162年の間、彼はフリードリヒ1世のイタリア遠征に参加して、ミラノの城壁での決闘により有名なイタリア人騎士を倒し、名声を得た。
ボレスワフの忠実な働きがやっと1163年に報われ、フリードリヒ1世はドイツのニュルンベルクで合意文書に署名して外交ルートを通じ、シロンスクの遺産をヴワディスワフ2世の直系に返還させるよう取り計らった。ボレスワフ4世がこの時亡命した王子の帰還を認めることに同意した理由は、ヴワディスワフ2世の死後、彼の息子と彼の支配に直接影響を及ぼしていたポーランドの支持者は帝国の支持を重要視していたので、フリードリヒ1世をポーランドから遠ざけるためであった。
しかし、ボレスワフ4世は彼の領地の安全を維持して、ヴロツワフ、オポーレ、ラチブシュ、グウォグフ、レグニツァというシロンスクの都市への影響力を保持することを決定した。ほぼ16年の亡命の後、ボレスワフは先妻ズヴェニスラヴァが産んだ長男ヤロスワフと長女オルガ、後妻クリスティナ（ズヴェニスラヴァは1155年頃死んだ）と弟ミェシュコと共にシロンスクへ帰還した。末弟コンラトはドイツに残った。
ボレスワフ1世とミェシュコ1世は当初共同統治をおこない、2年後の1165年に、ボレスワフ4世に支配されていたシロンスクの主要な都市を取り戻し、全シロンスクにおける完全な影響力を獲得した。しかし、主な権力は集中されて、長男であるボレスワフ1世により行使された。シロンスクへの統治から3年、ボレスワフ1世はポーランドに覇権を回復するために、叔父ボレスワフ4世に対する報復的な遠征をするだけ十分に強くなったと感じていた。

### 反乱と権力の縮小

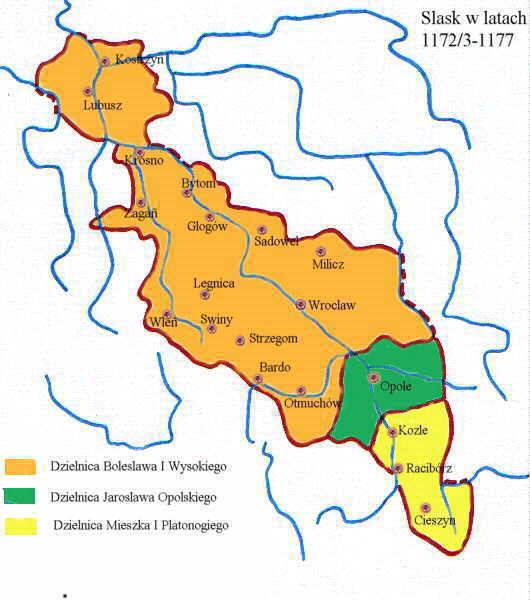
シロンスク公国の分裂の始まり。（1172年/1173年 - 1177年）
ボレスワフ1世ヴィソキ
ヤロスワフ
ミェシュコ1世プロントノギ

だが、弟を排除しての全権力の行使は1172年にミェシュコ1世の反乱を招いた。シロンスク公爵家における大きな動乱として、ミェシュコ1世は甥でボレスワフ1世の長男ヤロスワフを支持した。ヤロスワフは継母クリスティナの陰謀により聖職者になることを強制されており、クリスティナは自身の息子達が唯一の相続者となるよう願っていた。反乱はボレスワフ1世にとって全くの驚きであり、彼はドイツのエアフルトへの逃亡を余儀なくされた。
フリードリヒ1世は公国をボレスワフ1世に取り戻させるために、強力な武力干渉によってボレスワフ1世を支持することに決めたが、叔父のミェシュコ3世（老公）が皇帝の激情を静め、ポーランドの国内事情から遠ざけるためにボレスワフ4世によって派遣された。ミェシュコ3世はフリードリヒ1世に8000本の銀を与えて、ボレスワフ1世の復帰を約束、彼は1173年の初めに自邸へと戻った。しかし、弟と息子との和解にもかかわらず、彼はシロンスクを分割して、ラチブシュ公国をミェシュコ1世に、オポーレ公国をヤロスワフに与えなければならなくなった。
4年後の1177年、ボレスワフ1世は人生における主要な目的、長子領とこれに付属する首位の公の称号の回復に近づいていた。叔父カジミェシュ2世と従弟オドンとで、ミェシュコ3世（老公）から統治権を奪うために陰謀を企てた。
クーデターはマウォポルスカの支持を得て、カジミェシュ2世はマウォポルスカを支配し、ヴィエルコポルスカはオドンの味方をした。しかし、ボレスワフ1世はミェシュコ1世とヤロスワフに再び反乱を起こされ、思いがけない敗北を被った。このことはカジミェシュ2世が誰からの干渉を受けることなく行動できるようにし、カジミェシュ2世は首位の公であると宣言された一方、ボレスワフ1世は再びドイツへ逃亡した。カジミェシュ2世の調停のおかげで1177年に公国へ戻ったが、末弟コンラトにグウォグフを与えることを強要され、権力の更なる縮小に苦しんだ。

### 晩年
この不幸な出来事はボレスワフ1世の政治的範囲を変えた。それ以来、ポーランドの政界を引退して、努力を公国の統治に集中させた。1190年にコンラトが子の無いまま亡くなり、グウォグフを取り戻した。1201年には経済と商業活動に専念、植民地化がドイツの貧しい地域から始まり、大幅に公国の経済発展を速めた。この政治路線は首尾よく末子のヘンリク1世によって継承された。また、ルビョンシュにシトー会のルビョンシュ修道院を設立した。ザーレ川上流、テューリンゲンのプフォルタ（Pforta）からの修道士と協力して、そこはシロンスク公爵の埋葬地となった。
他のピャスト家公爵から自身の領地を守るため、1198年にボレスワフ1世は教皇インノケンティウス3世から自領保護のための教皇勅書を手に入れた。同年にヤロスワフと和解、ヤロスワフはヴロツワフ司教に選ばれた。このことによって、ボレスワフ1世は1201年3月22日のヤロスワフの死後、オポーレを相続することができ、オポーレは自領に再統合された。
ヤロスワフの死から9か月後、レシニツァの城で1201年12月7日（8日とも）に74歳で亡くなった。遺体は自身の設立したシトー会の修道院に葬られた。遺領はヘンリク1世に相続された。

## 結婚と子供
1142年、キエフ大公フセヴォロド2世の娘ズヴェニスラヴァ（? - 1155年頃）と最初の結婚をし、2人の子供をもうけた。
- ヤロスワフ（1143年以後 - 1201年3月22日）
- オルガ（1155年頃 - 1175年/1180年6月21日）

1157年までにドイツ人のクリスティナ（? - 1204年/1208年2月21日）と再婚した。歴史家カジミェシュ・ヤシニスキによれば、彼女はエーファーシュタイン（Everstein）、ホンブルク（Homburg）、パッペンハイム（Pappenheim）のうちいずれかの高貴な家の一員と推定される。夫妻は7人の子供をもうけた。
- ボレスワフ（1157年/1163年 - 1175年/1181年7月18日）
- アデライダ・ズビスラヴァ（1165年以後 - 1213年以後の3月29日）1177年/1182年にボヘミア公ディェポルト2世（ボヘミア公ヴラジスラフ1世孫、1190年没）と結婚。
- コンラト（1158年/1168年 - 1175年/1190年7月5日）
- ヤン（1161年/1169年 - 1174年3月10日以前）
- ベルタ（1167年頃 - 1200年以後の5月7日?）
- ヘンリク1世（1165年/1170年 - 1238年3月19日、Krosno Odrzanskeにて）
- ヴワディスワフ（1180年以後 - 1199年以前の6月4日）

## 論争
ポーランドとドイツの歴史学では、中世初期におけるシロンスクと神聖ローマ帝国との関係を巡る論争が存在する。一部のドイツの歴史学者によれば、1163年のある日、つまり、ボレスワフ兄弟達がシロンスクに帰還することを許された日が、シロンスクがポーランドから切り離され、神聖ローマ帝国の一部となった瞬間としている。神聖ローマ帝国は現代のドイツと同じ国家ではないのだが、民族主義的な動機によりこれをもってシロンスクが名実ともに現代のドイツのものになったのだとする主張につながる。
他方、ポーランドの歴史学者はボレスワフ4世により帰還を許された兄弟は単なる分割されたポーランド王国における典型的なピャスト家の公爵であったと主張している（シロンスク・ピャスト家の異なった視点から見た場合）。